# Sorindeia mayumbensis
Sorindeia mayumbensis là một loài thực vật có hoa trong họ Đào lộn hột. Loài này được Van der Veken miêu tả khoa học đầu tiên năm 1959.